# Yugoslavia en la Copa Mundial de Fútbol de 1930
La selección de Yugoslavia fue una de las 13 participantes en la Copa Mundial de Fútbol de 1930, que se realizó en Uruguay. Logró llegar a semifinales en donde fue derrotado 1:6 por el anfitrión Uruguay.

## Jugadores
|       | Milorad Arsenijević | Mediocampista   | 24              | Belgrado SK        |  |                      |         |    |             |
|       | Ivan Beck           | Delantero       | 20              | Sète               |  |                      |         |    |             |
|       | Momčilo Đokić       | Mediocampista   | 19              | Jugoslavija        |  |                      |         |    |             |
|       | Branislav Hrnjiček  | Delantero       | 22              | Jugoslavija        |  |                      |         |    |             |
|       | Milutin Ivković     | Defensa         | 24              | Soko               |  |                      |         |    |             |
|       | Milovan Jakšić      | Portero         | 20              | Soko               |  |                      |         |    |             |
|       | Blagoje Marjanovic  | Delantero       | 22              | Belgrado SK        |  |                      |         |    |             |
|       | Dušan Marković      | Delantero       | 24              | Vojvodina Novi Sad |  | Dragoslav Mihajlović | Defensa | 23 | Belgrado SK |
|       | Dragutin Najdanović | Delantero       | 22              | Belgrado SK        |  |                      |         |    |             |
|       | Branislav Sekulić   | Delantero       | 23              | Montpellier        |  |                      |         |    |             |
|       | Teofilo Spasojević  | Mediocampista   | 21              | Jugoslavija        |  |                      |         |    |             |
|       | Ljubiša Stevanović  | Mediocampista   | 20              | Sète               |  |                      |         |    |             |
|       | Milan Stojanović    | Portero         | 18              | Belgrado SK        |  |                      |         |    |             |
|       | Aleksandar Tirnanić | Delantero       | 18              | Belgrado SK        |  |                      |         |    |             |
|       | Dragomir Tošić      | Defensa         | 20              | Belgrado SK        |  |                      |         |    |             |
|       | Đorđe Vujadinović   | Delantero       | 20              | Belgrado SK        |  |                      |         |    |             |
| D. T. | Boško Simonović     | Boško Simonović | Boško Simonović | Boško Simonović    |  |                      |         |    |             |

## Participación

### Grupo B
| Equipo     | Pts | PJ | PG | PE | PP | GF | GC | Dif |
| ---------- | --- | -- | -- | -- | -- | -- | -- | --- |
| Yugoslavia | 4   | 2  | 2  | 0  | 0  | 6  | 1  | 5   |
| Brasil     | 2   | 2  | 1  | 0  | 1  | 5  | 2  | 3   |
| Bolivia    | 0   | 2  | 0  | 0  | 2  | 0  | 8  | -8  |

| 14 de julio de 1930, 12:45 | Yugoslavia             | 2:1 (2:0) | Brasil        | Estadio Parque Central, Montevideo                        |                                                           |
|                            | Tirnanić 21' · Bek 30' | Reporte   | Preguinho 62' | Asistencia: 24 059 espectadores Árbitro(s): Aníbal Tejada | Asistencia: 24 059 espectadores Árbitro(s): Aníbal Tejada |

| 17 de julio de 1930, 12:45 | Yugoslavia                                      | 4:0 (0:0) | Bolivia | Estadio Parque Central, Montevideo                             |                                                                |
|                            | Bek 60', 67' · Marjanović 65' · Vujadinović 85' | Reporte   |         | Asistencia: 18 306 espectadores Árbitro(s): Francisco Mateucci | Asistencia: 18 306 espectadores Árbitro(s): Francisco Mateucci |

### Semifinales
| 27 de julio de 1930, 14:45 | Uruguay                                            | 6:1 (3:1) | Yugoslavia     | Estadio Centenario, Montevideo                           |                                                          |
|                            | Cea 18', 67', 72' · Anselmo 20', 31' · Iriarte 61' | Reporte   | Vujadinović 4' | Asistencia: 79 867 espectadores Árbitro(s): Almeida Rego | Asistencia: 79 867 espectadores Árbitro(s): Almeida Rego |